# Max von Schillings
Max von Schillings (ur. 19 kwietnia 1868 w Düren w Nadrenii, zm. 24 lipca 1933 w Berlinie) – niemiecki kompozytor i dyrygent; prezes Pruskiej Akademii Sztuki w Berlinie, członek NSDAP, zwolennik Adolfa Hitlera; brat fotografa Carla Georga Schillingsa.
1 października 1892 ożenił się z kuzynką Karoliną Józefą Peill. W 1923 doszło do rozwodu i w tym samym roku poślubił śpiewaczkę operową - Barbarę Kemp. Druga żona przeżyła go o 26 lat i zmarła w 1959. W 1910 znalazł się na czołówkach gazet z powodu skandalu związanego ze swoją teściową Wilhelminą Peill-Schillings. Umieścił ją bowiem w zakładzie zamkniętym dla psychicznie chorych, żeby uniemożliwić jej dysponowanie majątkiem. Teściowa zmarła 3 lata później. Prawnik Paul Elmer, który zajmował się reformą niemieckich przepisów, dotyczących osób psychicznie chorych, opisał ten przypadek w artykule "Geld und Irrenhaus" ("Pieniądze i dom wariatów") z 1914.
Schillings pobierał nauki u Caspara Josepha Brambacha i Otto von Königslöwa. Studiował też prawo i filozofię. Mając dwadzieścia kilka lat pracował przy wagnerowskich festiwalach muzycznych w Bayreuth. Następnie był dyrygentem i nauczycielem w Monachium. Profesurę otrzymał w lutym 1903. Jego uczniami byli Paul von Klenau, Wilhelm Furtwängler, Robert Heger i Frederick Delius, który poświęcił Schillingsowi utwór "Sea Drift" z 1904.
Od 1908 do 1918 Schillings był generalnym dyrektorem Królewskiego Teatru Dworskiego w Stuttgarcie, zaś król Wirtembergii Wilhelm II nadał mu tytuł szlachecki i order królewski. Czasy wilhelmińskiej, arystokratyczno-burżuazyjnej Rzeszy, były dla Schillingsa okresem najwyższego uznania.
Od 1918 do 1925, jako następca swojego przyjaciela Richarda Straussa, był dyrektorem opery pruskiej w Berlinie. Jednocześnie był kierownikiem muzycznym Opery Leśnej w Sopocie. W drugiej połowie lat 20. odbywał podróże koncertowe po Europie i USA.
Był zagorzałym przeciwnikiem Republiki Weimarskiej i zadeklarowanym antysemitą. 1 kwietnia 1933 został członkiem NSDAP. Wcześniej w 1932 otrzymał medal Goethego (Goethe-Medaille für Kunst und Wissenschaft) oraz został wybrany prezesem Pruskiej Akademii Sztuki w Berlinie, której szefował aż do śmierci. Przyczynił się do usunięcia z niej takich znanych osobistości, jak: Alfred Döblin, Ricarda Huch, Käthe Kollowitz, Max Libermann, Heinrich Mann, Thomas Mann, Alfons Paquet, Jakob Wassermann i Franz Werfel. Zmusił do rezygnacji Arnolda Schönberga i Franza Schrekera. Co prawda opowiedział się za pozostawieniem aktora Alberta Bassermanna. Poza tym na miesiąc przed śmiercią poprosił wraz z architektami Paulem Schultze-Nauburgiem i Germanem Bestelmeyerem o nieniszczenie dzieł, określonych przez nazistów jako zdegenerowane, lecz pozostawienie ich jako "pomniki czasów niemieckiego upadku". Od marca 1933 do śmierci w lipcu był kierownikiem Opery Miejskiej w Berlinie. Zmarł nagle w wieku 65 lat na zator płuc.
Komponował dzieła sceniczne i wokalne ("Dem Verklärten", "Glockenlieder"), muzykę orkiestrową ("Meergruss und Seemorgen" z 1895, "Zwiegespräch" z 1897) i kameralną (kwartet e-moll z 1906; kwintet Es-dur z 1917). W swej twórczości odwoływał się do dzieł Richarda Wagnera. Jego twórczość jest prawie zapomniana. Sporadycznie jedynie wystawia melodramat "Hexenlied" (1903) oraz operę "Mona Lisa" (1905). Schillings pisał nie tylko dramaty muzyczne (jak "Ingwelde" z 1894), czy opery: "Der Pfeifertag" (1899), "Moloch" (1906), ale także kantaty i koncerty.